# Хлопець
Хло́пець, хло́пчик, хлопчи́на — молода неодружена особа чоловічої статі, дитина чи підліток чоловічої статі. Молодик, юнак, парубок, легінь.

## Тлумачення
Час, коли хлопець стає дорослим чоловіком, тобто дорослою особиною чоловічої статі, у різних суспільствах і культурах визначається по-різному. Переважно перехід від юності до зрілого віку відбувається у пізньому підлітковому віці. Хлопець стає чоловіком коли досягає статевої зрілості.
Постійні суперечки про вплив природи та харчування, на формування поведінки хлопчиків і дівчаток викликають питання про те, чи є ролі, які відіграють хлопчики, насамперед наслідком вроджених відмінностей чи все ж таки соціалізації.

## Біологія

### Визначення статі
Стать людини визначається під час запліднення, коли генетична стать зиготи була ініціалізована клітиною сперми, що містить або Х, або Y -хромосому. Якщо цей сперматозоїд містить Х -хромосому, вона збігатиметься з Х -хромосомою яйцеклітини, і розвинеться дівчинка. Сперматозоїд, що несе Y -хромосому, призводить до поєднання XY, і розвивається хлопчик.

### Внутрішньоутробний розвиток та статеві органи
У ембріонів чоловічої статі на шостому-сьомому тижні вагітності «експресія гена в Y-хромосомі викликає зміни, що призводять до розвитку яєчок». Приблизно на дев'ятому тижні вагітності, вироблення тестостерону чоловічім ембріоном, призводить до розвитку репродуктивної системи чоловіка.
Статева система чоловіка поєднує як зовнішні, так і внутрішні органи. До зовнішніх органів відносять пеніс, калитку (мошонку) та яєчка. Статевий член — циліндричний орган, наповнений губчастою тканиною. Це орган, крізь який хлопчики випускають сечу. Крайня плоть пенісів деяких хлопчиків видаляється в процесі, відомому як обрізання. Калитка — пухкий шкірний мішечок під пенісом, в якому сховані яєчка. Яєчка, це статеві залози овальної форми. Хлопчик зазвичай має два яєчка. Внутрішні чоловічі репродуктивні органи стосуються сім'явивідної протоки, сім'явикидної протоки, сечовипускного каналу (уретри), сім'яних пухирців та передміхурової залози.

### Фізичне дозрівання
Статеве дозрівання, це процес, завдяки якому дитячі органи перетворюються на дорослі, здатні до відтворення. У середньому хлопчики починають статеве дозрівання у віці 11–12 років і закінчують статеве дозрівання у віці 16–17 років.
У хлопчиків статеве дозрівання починається зі збільшення яєчок і мошонки. Статевий член також збільшується в розмірах, і у хлопчика з'являється волосся на лобку. Яєчка хлопчика також починають виробляти сперму. Вивільнення сперми, яка містить сперматозоїди та інші рідини, називається еякуляцією. Під час статевого дозрівання ерегований пеніс хлопчика стає здатним еякулювати сперму і запліднювати жінку. Перше сім'явиверження хлопчика є важливою віхою в його розвитку. У середньому, перше сім'явипорскування (еякуляція) у хлопчика відбувається у 13 років. Інколи сім'явиверження відбувається під час сну; це явище відоме як нічна полюція.

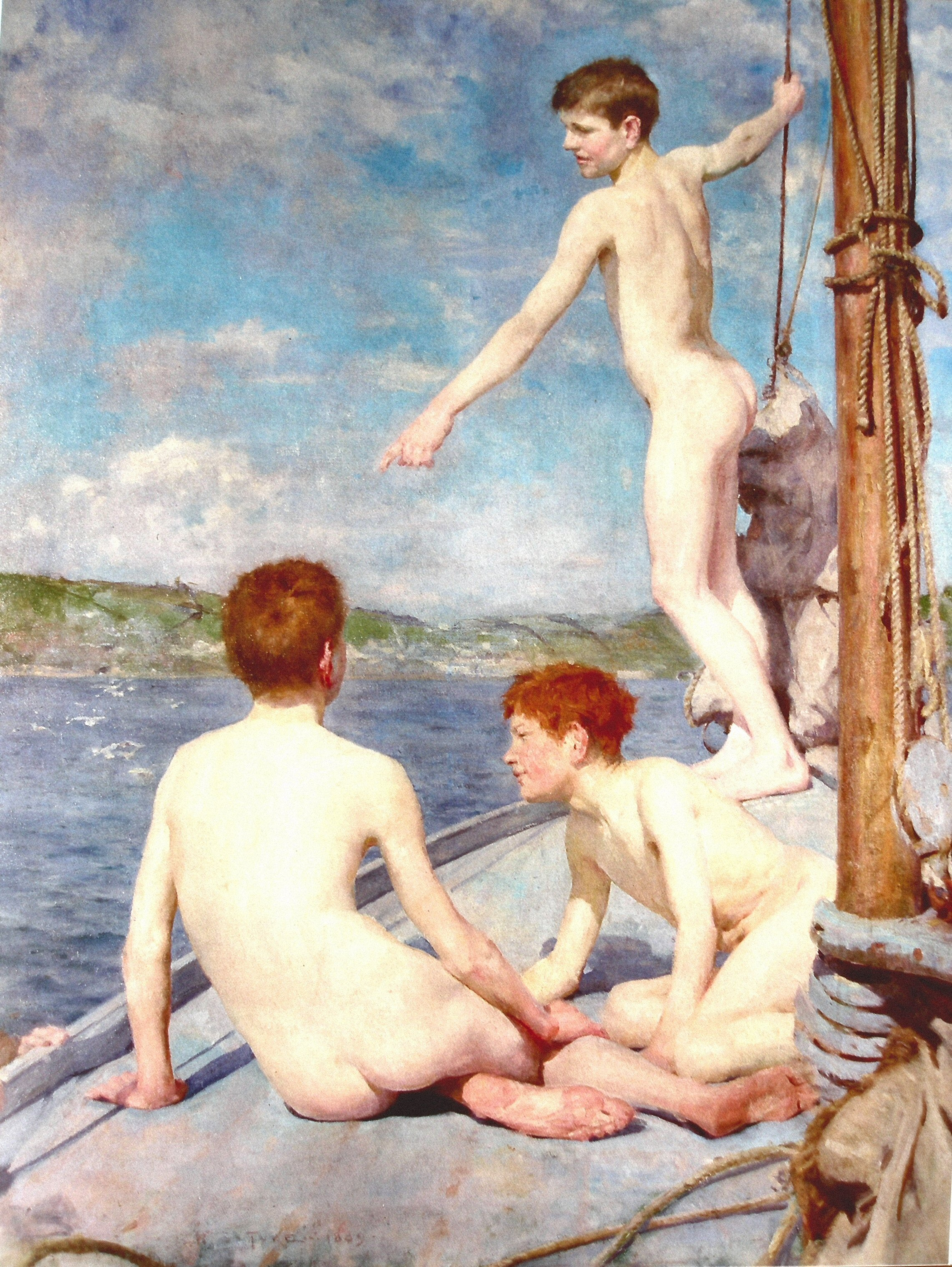
Генрі Тук, Купальники. 1889 рік.

Коли хлопчик досягає статевого дозрівання, тестостерон запускає розвиток вторинних статевих ознак. М'язи хлопчика збільшуються у розмірах та масі, голос грубішає, кістки подовжуються, змінюється форма обличчя та тіла. Підвищена секреція тестостерону з яєчок під час статевого дозрівання, викликає появу чоловічих вторинних статевих ознак. Вторинні статеві ознаки чоловіків передбачають:
- Ріст волосся на тілі, в тому числі під пахвами, на животі, грудях та на лобку.

- Ріст волосся на обличчі.

- Збільшення гортані (борлак) та ще більше поглиблення голосу.[13]

- Збільшення зросту; дорослі чоловіки в середньому, вище дорослих жінок.

- Важка будова черепа та кісток.

- Збільшення обсягу та сили м'язів.

- Розширення плечей і грудей; плечі ширші за стегна.[14]

- Збільшення секреції сальних і потових залоз.

### Гендерні норми
Хлопчики, які кидають виклик гендерним нормам, можуть зіткнутися з більш високим ризиком жорстокого поводження і можуть відчувати більшу депресію, ніж однолітки, що відповідають природній статі, а також соціальну нетерпимість з боку батьків та однолітків.
Біологічні фактори за деяких обставин, не є достатніми визначальними чинниками того, чи визнає себе молода людина — або чи вважається — хлопцем. Інтерсексуальні люди, які мають фізичні або генетичні особливості, які вважаються змішаними або нетиповими, можуть використовувати інші критерії для чіткого визначення. Є, наприклад, транс-хлопчики, які мають так звані «жіночі» фізичні характеристики, але признають себе хлопчиками. Існують різні соціальні, правові та окремі визначення цих питань залежно від країни та культури.
У деяких культурах, народження дитини чоловічої статі (хлопчика) вважається доброю ознакою.

### Хлопчики та дитяча праця

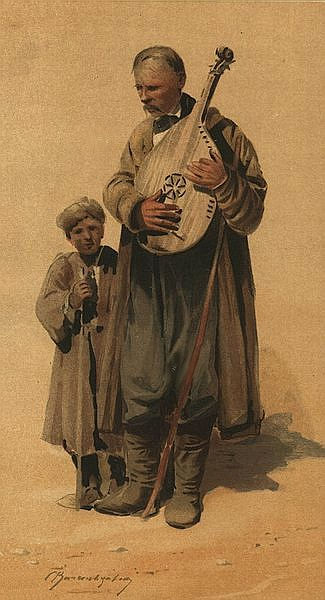
Васильківський. Кобзар-сліпець з хлопчиком-поводирем. Акварель. 1900

Хлопчики виконують більшість дитячої праці у всьому світі порівняно з дівчатками — 88 мільйонів — хлопчики, а 64 мільйони — дівчатка. Хлопчики також є головними жертвами небезпечної дитячої праці. Вони насамперед зайняті в сільському господарстві, будівництві та гірничодобувній галузі. Для прикладу, працівники-хлопчики також, становлять близько 87 відсотків тих, хто помер на роботі між 2003 і 2016 роками в США.
Хлопчики отримують основні навички читання, письма та математики, а потім змушені опановувати професію батька, щоби полегшити фінансовий тягар на сім'ю. Це одна з основних причин, чому сільські громади в бідних країнах, віддають перевагу хлопчикам над дівчатами. В Індії ж, навпаки, більшість усиновлених дітей, це дівчата.

## Хлопці в мистецтві та культурі

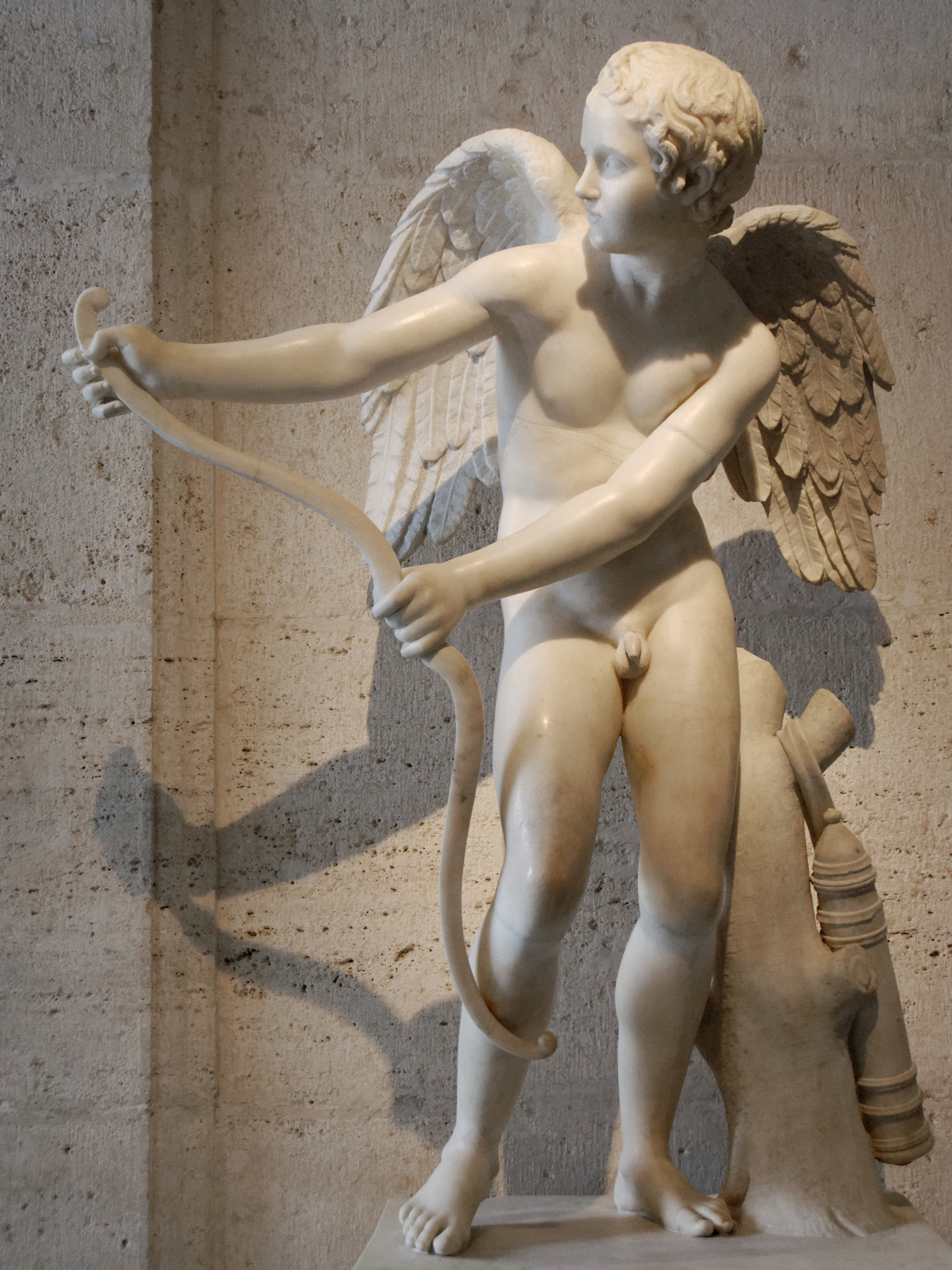
Лук Ероса, Капітолійські музеї (Рим)

- У класичній міфології, Амура — бога бажання, еротичного кохання, привабливості та прихильності, сина богині кохання Венери та бога війни Марса, відтворювали на картинах і в скульптурах у вигляді стрункого крилатого юнака, а в період еллінізму, пухким хлопчиком. Згодом цей образ доповнили лук і стріли, що представляють джерело його сили: людина, або навіть божество, в якого влучає стріла Купідона, стає сповненою нестримного бажання.
- Хлопчика надзвичайної сили, який народився від горошини, змальовано в українській народній казці Котигорошко.
- Українська народна казка з циклу чарівних казок Івасик-Телесик розповідає про хлопчика витесаного з деревинки.
- Видатний український письменник та політичний діяч В. Винниченко у власному оповіданні для дітей Хведько-халамидник, відтворив правдолюбство і благородство малого хлопця[19].
- У музиці в давнину, білі голоси хлопчиків були особливо бажанішими через те, що жіночі голоси вважалися неприйнятними, оскільки жінок не допускали до церковних хорів та певної театральної музики; це також призвело до практики фізичної кастрації, яка хірургічним шляхом пригнічує гормональний імпульс чоловічої сили, а також для того, щоб їхні «ангельські» голоси не зазнали вокальної німоти — протягом століть кастровані співаки, які поєднували майстерність та досвід дорослих з високим рівнем регістрів, виконували ролі контральто, переважно в оперних творах.

Існують українські прислів'я та приказки про хлопців:
- Такий хлопець, що батькові штани короткі.
- Хлопець і тепер карбованця варт, а як йому боки намнуть, то два дадуть.
- Чим ви, хлопці, дома втираєтесь? — Батько рукавом, мати подолом, а я на печі так сохну!
- Хлопець воли гонить, а дівчина ще ся не вродить, а його догонить (діал.).[20]